# Мошкаркин, Владимир Васильевич
Влади́мир Васи́льевич Мошка́ркин (18 июня [1 июля] 1914, Москва — 15 ноября 1994, Москва) — советский футболист, заслуженный мастер спорта СССР, тренер, спортивный функционер. Наиболее известен по выступлениям за московские команды «Локомотив» в 1930-е годы, «Торпедо» в 1940-е годы и работе на руководящих постах в Федерации футбола СССР и Российского футбольного союза. Состоял в КПСС.

## Биография
Воспитанник команды фабрики им. Бабаева. С 1931 года выступал в Клубе Октябрьской Революции (КОР). В 1936 году КОР объединился с «Казанкой» и образовал ФК «Локомотив» (Москва). Однако вначале был отдан во вторую команду «Локомотива» и по этой причине не принял участия в первых двух розыгрышах первенства СССР и Кубке СССР 1936 года, обладателем которого стали «железнодорожники». С 1937 года стал игроком основы «Локомотива», постепенно став одним из лидеров команды. В 1938 и 1939—1940 гг. Мошкаркин был капитаном команды.
На поле играл в центре полузащиты (также справа), позже — защиты. Отличался корректной игрой, был не груб, обладал хорошей техникой работы с мячом, но иногда «излишне увлекался дриблингом».
Всего провёл за «Локомотив» 94 матча, из них 92 — в чемпионатах СССР, а также 2 провёл игры — в розыгрышах Кубка СССР. Забил в чемпионатах 4 гола.
В 1941 году в результате объединения четырёх московских команд оказался во второй команде Профсоюзов. Первенство СССР в том году не завершилось из-за начала Великой Отечественной войны и команда прекратила своё существование. Мошкаркин был определён на автозавод (с учётом высшего образования; диплом инженера получил в 25 лет) и стал выступать за «Торпедо», где провёл оставшиеся годы футбольной карьеры, вплоть до её завершения в 1950 году. В 1944 году выиграл с «автозаводцами» чемпионат Москвы, а спустя год завоевал бронзовые медали чемпионата СССР.
За «Торпедо» в чемпионатах СССР провёл 89 матчей, забил 2 гола.
В 1950 году окончил школу тренеров при ГЦОЛИФК. В 1951 году (до июля) работал старшим тренером «Торпедо».
С 1952 года - спортивный функционер. В 1952—1959 — гостренер и заместитель начальника отдела футбола Спорткомитета СССР. Был начальником сборной СССР на Олимпийских играх 1956 (победителем футбольного турнира стали именно советские футболисты) и чемпионате мира 1958.
В 1960—1964 — ответственный секретарь, 1964—1968 — заместитель председателя Федерации футбола СССР.
В 1968—1991 гг. работал председателем спортивно-технической комиссии Федерации футбола СССР. В 1992—1994 — председатель контрольно-дисциплинарного комитета Российского футбольного союза.
Умер в Москве 14 ноября 1994 года, до самого последнего дня работая в Российском футбольного союзе. Похоронен в Москве на Николо-Архангельском кладбище.

## Достижения
- Чемпион Москвы (1): 1944
- Бронзовый призёр чемпионата СССР (1): 1945
- Заслуженный мастер спорта СССР: 1946
- В списке 55 лучших футболистов СССР (1): 1938

## Награды
- Орден «Знак Почёта» (27.04.1957) — «за успехи, достигнутые в деле развития массового физкультурного движения в стране, повышения мастерства советских спортсменов, и успешное выступление на международных соревнованиях»